# Pars petrosa
Pars petrosa på tindingebenet er pyramideformet og klemt ind i bunden af kraniet mellem kilebenet og nakkebenet. Direkte medialt, fremad og en smule opad, danner det en base, et apex, tre overflader og tre vinkler, og huser i sit indre, det indre øres komponenter. Pars petrosa en blandt kraniets mest basale elementer, og danner en del af endocranium. Pars petrosa kommer fra det latinske ord petrosus, der betyder "sten-agtig, hård". Det er en af de knogler i kroppen med den højeste densitet.